# Grupo de Bloomsbury

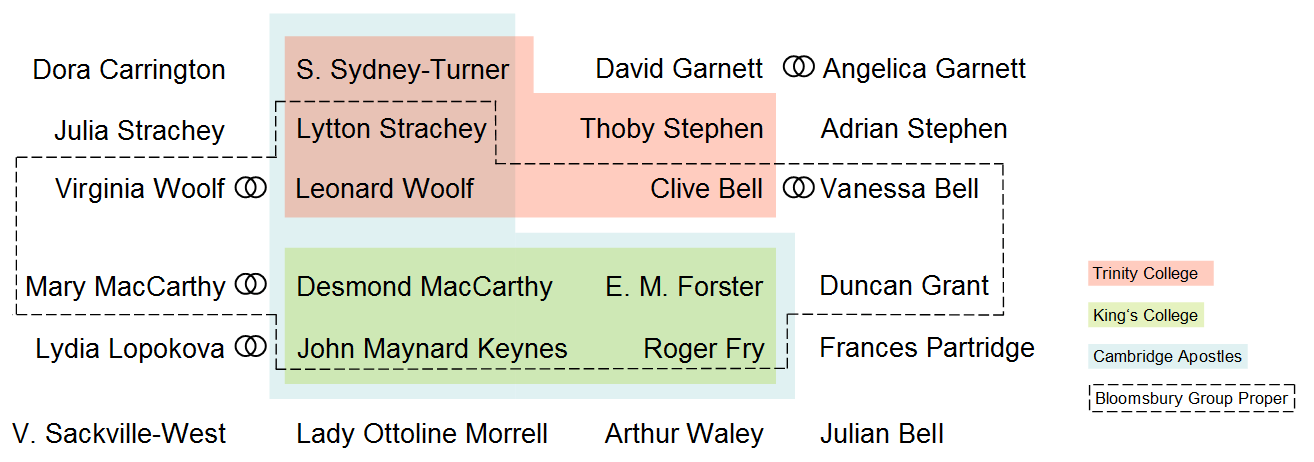
Detalhamento amplo dos membros mais e menos conhecidos do Grupo de Bloomsbury

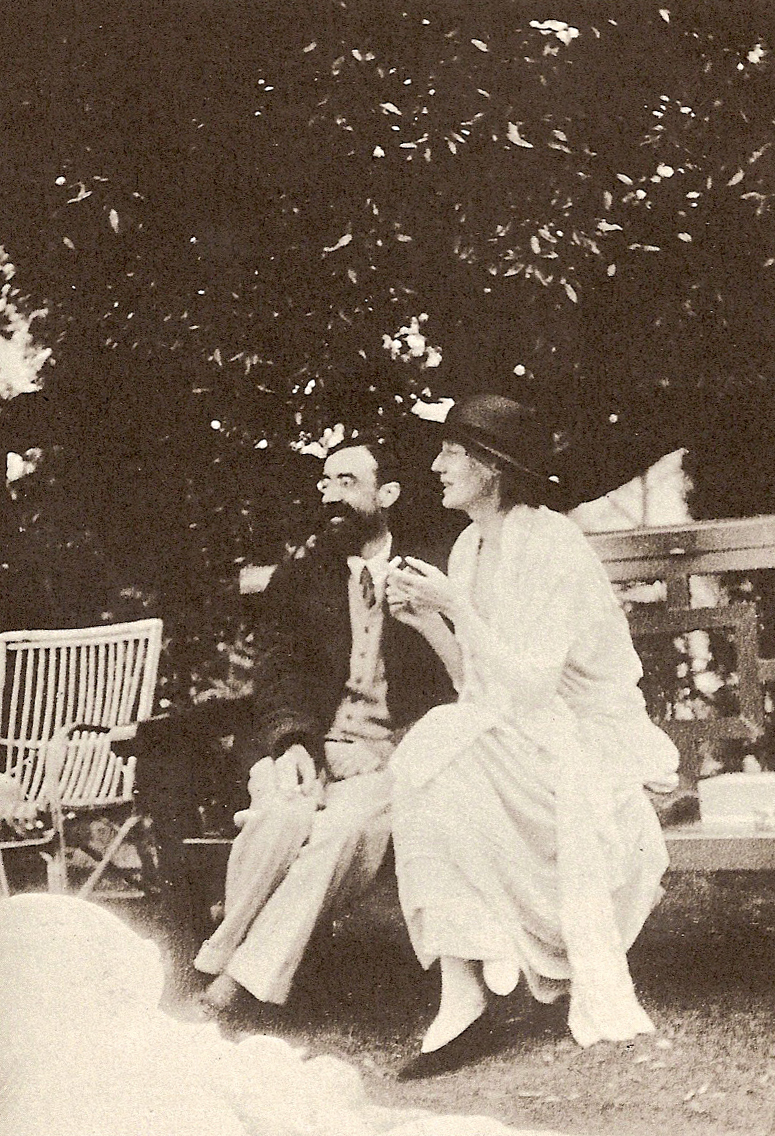
Lytton Strachey e Virginia Woolf

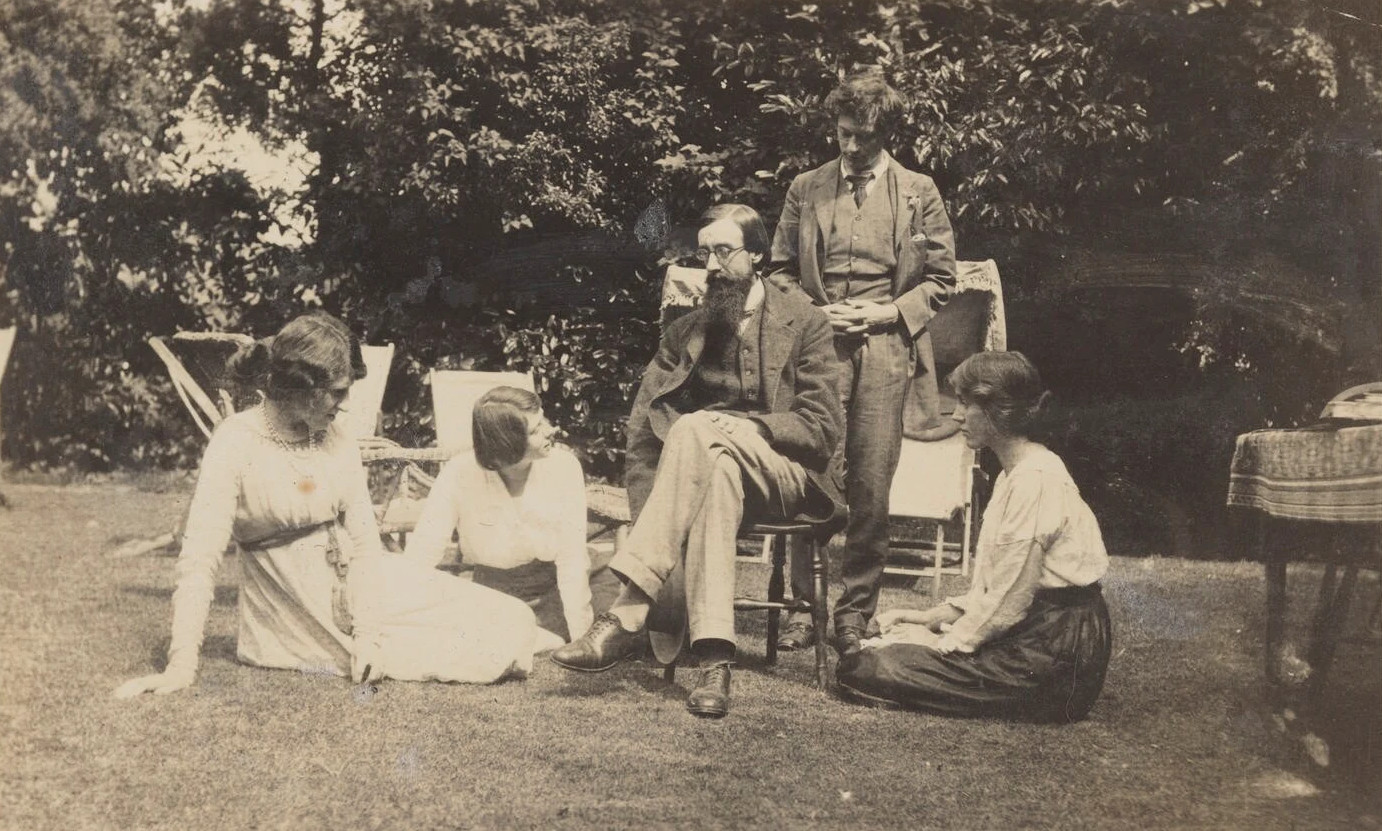
Da esq. para a dir.: Lady Ottoline Morrell, Maria Nys (ambas não integravam o grupo), acompanhadas de Lytton Strachey, Duncan Grant e Vanessa Bell

Grupo de Bloomsbury, Círculo de Bloomsbury ou apenas Bloomsbury, como seus participantes geralmente se autodenominavam, foi um grupo de artistas e intelectuais britânicos que existiu entre 1905 e o fim da II Guerra Mundial. Dentre seus membros mais conhecidos estão Virginia Woolf, John Maynard Keynes, E. M. Forster e Lytton Strachey. Essa coletividade de amigos e parentes moraram, trabalharam ou estudaram juntos em Bloomsbury, Londres, durante a primeira metade do século XX. De acordo com Ian Ousby (em tradução livre), "apesar de seus membros negarem formar um grupo ou qualquer associação formal, eles permaneceram unidos na crença da importância das artes" . Suas obras e perspectivas influenciaram profundamente a literatura, estética, criticismo e economia bem como posturas modernas em relação ao feminismo, pacifismo e sexualidade.

## O grupo
Quase tudo o que diz respeito ao grupo é matéria de controvérsias, desde a sua composição até seu nome. Atualmente, entretanto, parece claro que, na origem, dele participaram conhecidos romancistas e ensaístas. Eis uma relação:
- Clive Bell, crítico de arte
- Vanessa Bell, pintora pós-impressionista
- E.M. Forster, escritor de ficção
- Roger Fry, crítico de arte e pintor pós-impressionista
- Duncan Grant, pintor pós-impressionista
- John Maynard Keynes, economista
- Desmond MacCarthy, jornalista literário
- Lytton Strachey, biógrafo
- Leonard Woolf, ensaísta e escritor de não-ficção
- Virginia Woolf, escritora de ficção e ensaísta

Adicionalmente a esses dez, Leonard Woolf, na década de 1960, listou os membros do "Velho Bloomsbury": Adrian Stephen e Karin Stephen; Saxon Sydney-Turner e Molly MacCarthy; Julian Bell, Quentin Bell e Angelica Bell; além de David Garnett, como uma adição tardia". Exceto por Forster, que havia publicado três romances antes do bem-sucedido "Howards End" (1910), o grupo teve desenvolvimento posterior.
O grupo gerou casamentos estáveis, mas também diversos e complicados casos de traição entre os membros Lytton Strachey e seu primo e amante Duncan Grant se tornaram amigos próximos das irmãs Stephens, Vanessa Bell e Virginia Woolf. Duncan tinha relacionamentos amorosos com David Garnett, Maynard Keynes, James Strachey, Vanessa Bell e Adrian Stephen. Clive Bell casou-se com Vanessa em 1907, e Leonard Woolf voltou do Serviço Civil no Ceilão (país conhecido hoje como Sri Lanka) para se casar com Virginia em 1912. A fraternidade dos Apóstolos de Cambridge trouxe para dentro do grupo Desmond MacCarthy, sua esposa, Molly MacCarthy, e E. M. Forster.
O grupo se encontrava não apenas em suas residências em Bloomsbury, no centro de Londres, mas também nos seus retiros no interior. Duas significantes se localizam perto de Lewes, em Sussex: a Fazenda Charleston, para onde Vanessa Bell e Duncan Grant se mudaram, em 1916, e a Casa do Monge, em Rodmell, propriedade de Virginia e Leonard Woolf a partir de 1919, e hoje, em posse do Patrimônio Nacional do Reino Unido. 
Dois membros do Grupo Bloomsbury estão sepultados em Ascension Parish Burial Ground, Cambridge: Sir Desmond e Lady Molly McCarthy; existem outros nove membros dos Apóstolos de Cambridge enterrados no mesmo cemitério, um deles o filósofo G.E. Moore que teve grande influência sobre eles.

### Outros
Amigos próximos, irmãs, irmãos e parceiros e amigos ocasionais não foram necessariamente membros do Bloomsbury: a esposa de Keynes, Lydia Lopokova, foi aceita relutantemente pelo grupo, assim como escritores que, em algum momento, foram amigos próximos de Virginia Woolf, não foram distinguidos como sendo do 'Bloomsbury': T. S. Eliot, Katherine Mansfield e Hugh Walpole. Outra personalidade foi Vita Sackville-West, autora de best-sellers pela "Hogarth Press". Membros citados em outras listas incluem Ottoline Morrell, Dora Carrington, James e/ou Alix Strachey.

## Origens
Os membros masculinos do Grupo Bloomsbury, exceto Duncan Grant, foram educados na Universidade de Cambridge, Trinity ou Faculdade King. A maior parte deles, exceto Clive Bell e os irmãos Stephen, eram participantes da "sociedade exclusiva de Cambridge, os 'Apóstolos de Cambridge'". Em Trinity em 1899 Lytton Strachey, Leonard Woolf, Saxon Sydney-Turner e Clive Bell se tornaram bons amigos de Thoby Stephen, e foi através das irmãs dele e Adrian Stephen, Vanessa e Virginia que os homens encontraram as mulheres de Bloomsbury quando vieram a Londres.
Em 1905, Vanessa começou o "Clube da Sexta-feira" enquanto Thoby frequentava as "Noites de Quinta-feira", que se tornaram as bases do Grupo Bloomsbury que alguns definiram como "a Cambridge em Londres" . A morte prematura de Thoby em 1906 trouxe maior união ao grupo e passaram a se referir ao mesmo como "Velho Bloomsbury" num encontro no início de 1912. Nas décadas de 1920 e 1930 o grupo aos poucos se desfez quando os membros originais morreram e a próxima geração se tornou adulta.

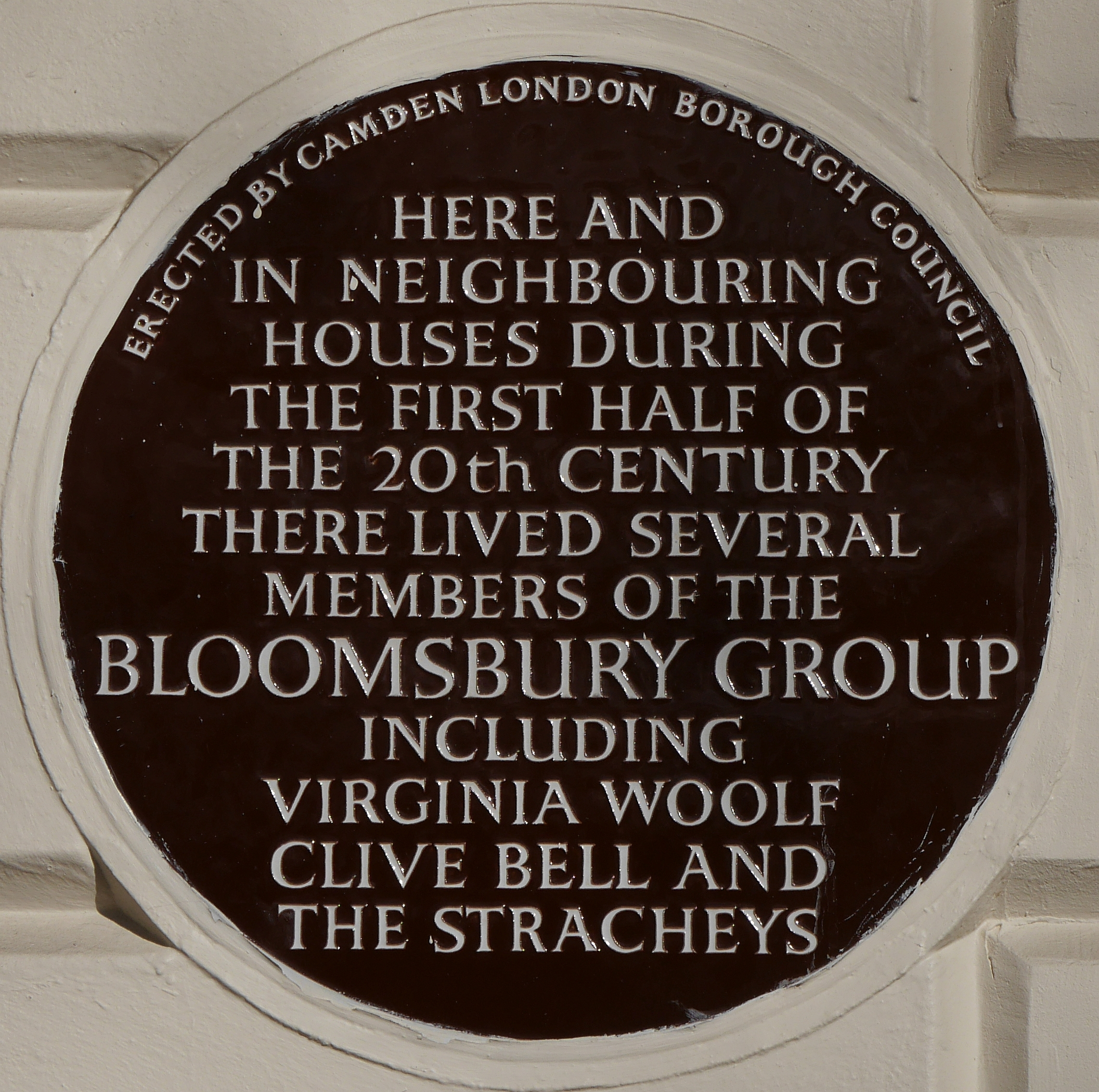
Placa memorial em Gordon Square ou Praça Gordon, 51, Londres

O Grupo Bloomsbury tinha membros vindos de famílias de profissionais da classe alta, parte de uma "aristocracia intelectual". Foi uma rede informal composta de artistas, críticos de arte, escritores e economistas — muitos que moraram no bairro londrino conhecido como Bloomsbury. Eles foram "espiritualmente" similares ao Grupo Clapham que apoiava as respectivas carreiras dos membros: "Os Bloomsberries promoviam os trabalhos e as carreiras uns dos outros como os antigos Claphamites faziam, bem como as gerações intervenientes de seus pais e avós".
Uma característica histórica desses amigos é que as relações de maior proximidade se estabeleceram antes que ganhassem fama como escritores, artistas e pensadores.

## Ideias compartilhadas
A vida e obra dos membros do grupo mostraram trocas e similaridades de ideias e atitudes que ajudaram a manter amigos e parentes juntos, refletindo em grande parte a influência de G. E. Moore (em tradução livre): "a essência do que Bloomsbury trouxe de Moore está contida em seu pensamento de que 'os principais aspectos da vida são o amor, a criação e o aproveitamento da experiência estética e a busca do conhecimento'".

### Filosofia e Ética
Através dos Apóstolos eles encontraram os pensadores analíticos G. E. Moore e Bertrand Russell que revolucionavam a filosofia britânica do começo do Século XX. A distinção entre fins e meios era lugar comum na Ética, mas o que Moore em Principia Ethica (1903) trouxe de importante para a filosofia do Bloomsbury foi sua concepção de valor intrínseco distinto de valor instrumental. Como a distinção entre amor (estado intrínseco) e monogamia (um comportamento), o que influenciou os Bloomsburies a manterem uma ética baseada em mérito intrínseco, independente de, e sem referências para, consequências de suas ações. Para Moore, valor intrínseco dependeria de uma intuição indeterminada de bom e um conceito de estados complexos de consciência cujo todo não era proporcional a soma das partes. Tanto para Moore como para Bloomsbury, os maiores bens éticos são "a importância das relações pessoais e a vida privada", bem como a apreciação estética: "arte pela arte".

### Rejeição de hábitos burgueses
Bloomsbury reagia contra rituais sociais correntes, "os hábitos burgueses ... as convenções da vida Vitoriana" com ênfase deles para a conquista do público, em favor de um foco maior na informalidade e privacidade das relações pessoais e do prazer individual. E. M. Forster, por exemplo, aprovou  "o declínio da esperteza e moda como fatores, e o crescimento da ideia da diversão", e afirmou que "se eu tivesse que escolher entre trair meu país ou trair meu amigo, eu esperaria que tivesse a coragem de trair o meu país".
O Grupo "acreditava no prazer ... Eles tentavam obter o máximo de prazer em suas relações pessoais. Se isso significasse triângulos amorosos ou figuras geométricas mais complicadas, então isso era também aceito". Ainda que aos mesmo tempo eles compartilhassem de um sofisticado, civilizado e altamente abstrativo ideal de prazer. Como Virginia Woolf abordou, o seu "triunfo está em exteriorizar um ponto de vista sobre viver que não tem nada de corrupto ou sinistro ou meramente intelectual; de fato, ascéticos e austeros; o que ainda nos une, e mantém nossos jantares em reunião, e nos faz permanecer juntos, após 20 anos".

### Políticas
Politicamente, Bloomsbury tinha tendências da Esquerda-Liberal (se opunham ao militarismo, por exemplo); mas seus "clubes e reuniões não eram ativistas, como em organizações políticas das quais muitos de seus membros também faziam parte", e que por isso foram criticados pelos seus sucessores da década de 1930, que em contraste foram "tocados fortemente pelas políticas que os Bloomsbury tinham rejeitados" .
A campanha do sufrágio para as mulheres aderiu à natureza controversa do Bloomsbury, com Virginia Woolf tendo representado o grupo com os fictícios The Years e Night and Day que abordaram esse movimento reivindicatório.

### Arte
Roger Fry reuniu o grupo em 1910. Suas exibições pós-impressionistas de 1910 e 1912 envolveram Bloomsbury numa segunda revolução, seguida a da filosofia de Cambridge. Nesta época, os pintores do Bloomsbury foram muito envolvidos e influenciados. Fry e outros artistas do Bloomsbury rejeitavam a distinção tradicional entre Belas Artes e arte decorativa.
Essas "suposições Bloomsbury" estão refletidas no criticismo do materialismo por seus membros, nas pintura e ficção, influenciado sobretudo pelo conceito de Clive Bell da 'significância da forma', que separou e elevou o conceito da forma sobre o conteúdo nas obras dos artistas": foi sendo sugerido que, com seu "foco na forma" ...as ideias de Bells foram substituindo, até demais, os princípios estéticos do Grupo Bloomsbury".

### Primeira Guerra Mundial
O Velho Bloomsbury foi inevitavelmente impactado, assim como toda a cultura modernista, pelo advento da Primeira Guerra Mundial: assim, "foi dito por alguns que o pequeno mundo de Bloomsbury teve os limites periféricos definitivamente ultrapassados", pelo fato que a amizade "sobreviveu aos ferimentos e turbulências da guerra, e até tiveram os laços reforçados". A maioria mas nem todos tinham objeções de consciência, o que foi adicionado as controvérsias do grupo. Politicamente os membros do Bloomsbury tinham tendências liberais e socialistas.
Embora a guerra tivesse dispersado o Velho Bloomsbury, individualmente os membros continuaram a desenvolver as respectivas carreiras. E. M. Forster após seus romances de sucesso escreveu Maurice que ele não pôde publicar devido ao tratamento dado a homossexualidade. Em 1915, Virginia Woolf apresentou seu primeiro romance, The Voyage Out. E em 1917 os Woolfs fundaram a Hogarth Press, que iria publicar T. S. Eliot, Katherine Mansfield e muitos outros inclusive a própria Virginia e a tradução para o inglês simples de Freud. Então em 1918 Lytton Strachey publicou sua crítica ao Vitorianismo na forma de quatro biografias irônicas em Eminent Victorians, que adicionou novos argumentos do Bloomsbury que continuava nesses dias, e "lhe trouxe o triunfo que ele sempre almejara;... O livro foi uma sensação".
No ano seguinte foi a vez de J. M. Keynes escrever o influente ataque ao Tratado de Versalhes: "The Economic Consequences of the Peace que imediatamente o estabeleceu como um economista de eminência internacional".

## Bloomsbury tardio
Na década de 1920 houve de muitas maneiras o desabrochar do Bloomsbury. Virginia Woolf escreveu e publicou seus romances e ensaios modernistas mais lidos. E. M. Forster completou A Passage to India que permanece como o mais conceituado romance sobre o imperialismo britânico na Índia. Forster deixou de escrever romances mas se tornou um dos mais influentes ensaístas da Inglaterra. Duncan Grant e Vanessa Bell realizaram mostras de arte individualmente. Lytton Strachey escreveu as biografias de duas rainhas, Vitoria e Elizabeth (e Essex). Desmond MacCarthy e Leonard Woolf mantiveram uma rivalidade amigável como editores literários, respectivamente do New Statesman e The Nation and Athenaeum, alimentado animosidades contra o domínio do Bloomsbury da cena cultural. Roger Fry escreveu e fez palestras sobre arte; ao mesmo tempo, Clive Bell aplicou os valores do Bloomsbury em seu livro Civilization (1928), que Leonard Woolf achou limitado e elitista, descrevendo Clive como um "maravilhoso organizador intelectual de pistas de corridas de cães galgos".
Ao final da década de 1930, Bloomsbury começou a morrer: "Bloomsbury estava longe de qualquer foco". Um ano após publicar uma coleção de biografias menores, Portraits in Miniature (1931), Lytton Strachey morreu  em 1932; pouco tempo antes de Carrington atirar em si mesma. Roger Fry, que se tornara o maior crítico de arte da Inglaterra, morreu em 1934. O filho mais velho de Vanessa e Clive, Julian Bell, foi morto em 1937 durante a Guerra Civil Espanhola. Virginia Woolf escreveu a biografia de Fry, mas com o começo de nova Guerra sua instabilidade mental se agravou e ela se afogou em 1941. Na década anterior ela se tornara uma das mais famosas escritoras feministas com mais três romances, além de uma série de ensaios e o livro de memórias "A Sketch of the Past". Foi também na década de 1930 que Desmond MacCarthy se tornou talvez o crítico de arte mais lido e comentado com sua coluna no The Sunday Times e seu programa na BBC. A The General Theory of Employment, Interest and Money (1936) de John Maynard Keynes fez dele um dos economistas mais influentes. Ele morreu em 1946 após se envolver em negociações monetárias com os Estados Unidos.
A diversidade de ideias ainda coletivas do Bloomsbury tardio pode ser resumida numa série de credos feita em 1938, o ano de Munique. Virginia Woolf publicou o polêmico e radical feminista Three Guineas que chocou alguns de seus companheiros inclusive Keynes que tinha gostado do delicado A Room of One's Own (1929). Keynes leu suas famosas e decididamente muito conservadoras memórias My Early Beliefs para o The Memoir Club. Clive Bell publicou um panfleto apaziguador (ele mais tarde apoiaria a guerra), e E. M. Forster escreveu uma versão primitiva de seu famoso ensaio "What I Believe" que ele escolheu, ainda chocante para alguns, de relações pessoais sobre o patriotismo: afirmou tranquilamente em face do aumento das reivindicações cada vez mais totalitárias tanto da Esquerda como a Direita: "relações pessoais ... amor e lealdade para um indivíduo pode ir contra as reivindicações do Estado".

## Memoir Club
Em março de 1920, Molly MacCarthy começou o Memoir Club ("Clube da Memória") para ajudar Desmond e ela própria a escreverem suas reminiscências; e também "para seus amigos se reagruparem após a guerra (com a condição de dizerem sempre a verdade)". Houve reuniões até 1956 ou 1964.

## Criticismo
Se "o desprezo ou suspeita — o ambiente que uma pessoa ou grupo cria sobre si próprios — é sempre um tipo de alter ego, uma essencial e reveladora parte da produção", talvez haja muito que se aprender com o (extenso) criticismo do Grupo Bloomsbury. Após a Primeira Guerra Mundial, os membros do Grupo "começaram a ficar famosos, a execração aumentou, e a caricatura de uma lenta, esnobista e autocongratulatória classe rentista, promovendo sua própria marca de alta cultura, começou a tomar forma": como Forster se auto-zombando: "No começo dos fartos dividendos, até os pensamentos se elevam".
O aumento das ameaças da década de 1930 trouxe o novo cristicismo de jovens escritores maior do "que a última geração tinha feito (Bloomsbury, Modernismo, Eliot) em favor do que é realismo urgente e contundente"; enquanto "Wyndham Lewis em The Apes of God chamou Bloomsbury de elitista, corrupto e sem talento, causando um rebuliço em particular". A crítica mais reveladora, contudo, surgiu talvez das próprias fileiras do Grupo, quando na véspera da guerra Keynes deu uma "nostálgica e desiludida rajada de ar puro de G. E. Moore, que acreditava num individualismo imperturbável, que o Utopianismo baseado na crença de uma racionalidade e decência humana, que recusa a aceitar a ideia da civilização ser 'uma fina e precária casca' ... apaixonado repúdio de Keynes, elegíaco de suas "crenças primitivas", à luz das atuais ocorrências ("Nós não conhecemos completamente a natureza humana, inclusive a nossa própria")".
Mais recente criticismo veio da filósofa norte-americana Martha Nussbaum, que em 1999 disse: "Eu não gosto de qualquer coisa que coloque a si próprio como um grupo ou elite, seja o Grupo Bloomsbury ou Derrida" .

## Leituras
Livros e artigos
- Quentin Bell, Bloomsbury, 1986.
- Leon Edel, Bloomsbury : a house of lions,  Philadelphia : Lippincott, c 1979
- Paul Levy, "Bloomsbury's Final Secret". The Telegraph. 14 de março de 2005
- Oxford Dictionary of National Biography, 2004.
- Rindert Kromhout, "Soldaten huilen niet" (Dutch Young Adult novel about the youth of Quentin 2010)
- Steve Moyers. "British Modernism’s Many Manners ." Humanities, Março/Abril de 2009, Volume 30, Number 2
- Christopher Reed, Bloomsbury Rooms, 2004.
- S. P. Rosenbaum (ed), 
  - A Bloomsbury Group Reader, 1993
  - The Bloomsbury Group: A Collection of Memoirs and Commentary, revised edition, 1995
  - The Early Literary History of the Bloomsbury Group: Victorian Bloomsbury, 1987
  - Edwardian Bloomsbury, 1994
  - Georgian Bloomsbury, 2003
- Richard Shone, Bloomsbury Portraits (1976).

Museus e bibliotecas
- Archive Journeys: Bloomsbury. Tate.
- "A Room of Their Own: The Bloomsbury Artists in American Collections". Universidade de Cornell.
- The Bloomsbury Group Collection at the Victoria University Library at the University of Toronto Victoria University Library has a number of special collections concerning the Bloomsbury Group. Chief among these is the Virginia Woolf Collection consisting of more than 3000 items

### Em inglês
- (em inglês)-Comunidade de Bloomsbury
- (em inglês)-Grupo de Bloomsbury nos Arquivos da Tate Gallery
- (em inglês)-Websítio do Charleston

### Em português
- (em português)-Inimigas íntimas por Marcello Rollemberg. Em Jornal da USP. Acessado em 13 de agosto de 2007.
- (em português)-Virginia Woolf por Thereza Pires. Em Mix Brasil. Acessado em 13 de agosto de 2007.